# 富厚里峠
富厚里峠（ふこうりとうげ）は、静岡県静岡市葵区富厚里にある峠である。
鮎つりで有名な藁科川の中流域にある富厚里地区を一望できるほか、頂上には地蔵があり、ダイラボウへの登山口もある。